# Luca Castellazzi
Luca Castellazzi (Gorgonzola, 19 luglio 1975) è un dirigente sportivo, allenatore di calcio ed ex calciatore italiano, di ruolo portiere, preparatore dei portieri della formazione Under-17 del Milan.

## Carriera

### Esperienze varie
Inizia la carriera nel settore giovanile del Monza dal 1990 al 1994.
Nella stagione 1994-1995 passa al Varese in Serie C2 dove vince la Coppa Italia di Serie C.
L'anno dopo torna al Monza e gioca titolare in Serie C1 perdendo sia la finale di Coppa Italia di Serie C che la semifinale play-off contro l'Empoli.
Nel campionato 1996-1997 si trasferisce in Serie B con il Padova dove ricopre il ruolo di secondo di Walter Zenga: nella prima partita da titolare para un rigore a Neri del Brescia. A seguito del trasferimento di Zenga negli Stati Uniti, viene promosso portiere titolare, ruolo che ricopre anche nella stagione 1997-1998 e 1998-1999.
A gennaio 1999 passa al Pescara e nell'estate seguente viene ingaggiato dal Brescia, squadra nella quale milita per tre anni. Secondo di Gilbert Bodart, il primo anno gioca diverse partite del campionato di Serie B nel quale il Brescia raggiunge la promozione in Serie A (da ricordare un rigore parato a Caccia nel derby con l'Atalanta). Nell'anno 2000-2001 è il secondo di Pavel Srníček: gioca in Coppa Italia e diverse partite di campionato esordendo in A nel gennaio 2001.
Nel campionato 2001-02 è titolare fisso in Serie A e gioca in Coppa Intertoto.
Successivamente, veste per sei mesi la maglia di titolare della Reggina e per sei mesi, dal gennaio 2003, quella del Catania in Serie B, nel quale ricopre il ruolo di titolare.
Nell'estate del 2003 torna nella società lombarda, dove veste la maglia da titolare nei campionati di 2003-2004 e 2004-2005.

### Sampdoria
Nel 2005, dopo la retrocessione del Brescia in Serie B, viene acquistato dalla Sampdoria, dove per un anno fa da secondo a Francesco Antonioli, giocando esclusivamente nelle partite di Coppa UEFA e di Coppa Italia. Fa il suo esordio con la Sampdoria il 3 novembre 2005 nella fase a gironi della Coppa UEFA in occasione di Sampdoria-Steaua Bucarest (0-0).
Nella stagione 2006-2007, dopo la partenza dell'esperto estremo difensore milanese, diventa il portiere titolare della Sampdoria. Ad inizio novembre, perde il posto tra i pali a favore del più anziano compagno Gianluca Berti, prima di riprendere a giocare con continuità dal dicembre 2006 fino alla fine del campionato.
Nella stagione 2007-2008 viene alternato nelle prime giornate di campionato con il giovane Antonio Mirante, prima di essere definitivamente schierato da titolare da ottobre e contribuendo con le sue prestazioni al raggiungimento del sesto posto in campionato e alla qualificazione in Coppa UEFA 2008-2009.
Firma nel mese di febbraio 2008 il prolungamento del contratto per altri due anni con scadenza 30 giugno 2010. Il 13 aprile 2008, durante Reggina-Sampdoria, si procura una lussazione alla spalla destra per uno scontro di gioco con l'attaccante della Reggina Nicola Amoruso. Torna a giocare il 2 ottobre nella partita del primo turno di Coppa UEFA contro il Kaunas terminata 1-2 per la Sampdoria, nella quale indossa anche la fascia di capitano.
Per tutta la stagione 2008-09 sarà il titolare risultando determinante per il raggiungimento della finale di Coppa Italia persa ai rigori contro la Lazio.
Nell'annata 2009-2010 è ancora il titolare risultando uno dei migliori portieri del campionato. Un infortunio al ginocchio nel gennaio 2010 lo costringe a lasciare la maglia da titolare a Marco Storari, acquistato dal Milan per questo motivo.

### Inter
Il 17 giugno 2010 firma un contratto biennale con l'Inter, diventando il secondo portiere dietro il titolare Júlio César. Alla prima stagione in nerazzurro vince i primi trofei della sua carriera, conquistando la Supercoppa italiana, la Coppa del mondo per club e la Coppa Italia. Con la squadra milanese fa anche il proprio esordio in Champions League.
Il 26 ottobre 2011, contro l'Atalanta, para un rigore a Germán Denis nei minuti finali salvando il risultato (1-1). A fine campionato firma il rinnovo di contratto fino al 30 giugno 2014.
Nella stagione 2012-13 viene espulso contro il Vaslui nella partita di ritorno dei play-off di Europa League. È invece vittima di un infortunio (lussazione alla spalla sinistra) contro l'Hellas Verona negli ottavi di Coppa Italia: viene sostituito tra i pali da Palacio, dopo che la squadra aveva esaurito i cambi a disposizione.
In quattro stagioni colleziona 36 presenze con 47 reti subite.

### Ultimi anni al Torino
Il 1º settembre 2014 è acquistato dal Torino a parametro zero, siglando un accordo valido sino al giugno successivo. Esordisce in granata il 14 gennaio 2015, in Coppa Italia contro la Lazio, subentrando a Molinaro per rimpiazzare l'espulso Padelli.
Al termine della stagione rinnova il contratto con il Torino fino al 30 giugno 2016.
Alla scadenza del contratto, si è ritirato dal calcio giocato.
Conclude la propria carriera collezionando 447 presenze da professionista di cui 373 in Campionato (Seria A, Serie B, Serie C), 47 in Coppa Italia, 27 nelle Coppe Europee.

## Dopo il ritiro
Dal 1º luglio 2016 intraprende la carriera dirigenziale all'interno del club granata con il ruolo di Team Manager, firmando un contratto biennale.
Il 30 giugno 2018 decide di non rinnovare il contratto con la società granata.
Nel mese di giugno 2019 consegue il Diploma al Corso di Specializzazione per "Allenatore di Portieri di prima squadra e settore giovanile" svoltosi al Centro Tecnico Federale di Coverciano nei mesi di aprile e maggio.
Da agosto 2019 diventa opinionista di Sportitalia e commentatore tecnico delle partite del Campionato Primavera 1.
Da settembre 2019 allena i portieri in un Centro Federale Territoriale   a Milano, partecipando al progetto del Settore Giovanile Scolastico della Federazione Italiana Giuoco Calcio.
Da giugno 2020 è un coach APS3  Archiviato il 20 giugno 2021 in Internet Archive. e affianca  Gigi Ragno nel suo corso estivo di preparazione per portieri.
Nella stagione sportiva 2020-2021 ricopre il ruolo di Responsabile Tecnico e coach di APS3 nei corsi di perfezionamento per giovani portieri.
Dalla stagione 2022 ricopre il ruolo di preparatore dei portieri per la squadra under-17 del Milan.

## Statistiche

### Presenze e reti nei club
| Stagione         | Squadra          | Campionato       | Campionato | Campionato | Coppe nazionali | Coppe nazionali | Coppe nazionali | Coppe continentali | Coppe continentali | Coppe continentali | Altre coppe | Altre coppe | Altre coppe | Totale | Totale |
| Stagione         | Squadra          | Comp             | Pres       | Reti       | Comp            | Pres            | Reti            | Comp               | Pres               | Reti               | Comp        | Pres        | Reti        | Pres   | Reti   |
| ---------------- | ---------------- | ---------------- | ---------- | ---------- | --------------- | --------------- | --------------- | ------------------ | ------------------ | ------------------ | ----------- | ----------- | ----------- | ------ | ------ |
| 1993-1994        | Monza            | C1               | 0          | 0          | CI              | 0               | 0               | -                  | -                  | -                  | -           | -           | -           | 0      | 0      |
| 1994-1995        | Varese           | C2               | 18         | -21        | CI-C            | 5               | -5              | -                  | -                  | -                  | -           | -           | -           | 23     | -21    |
| 1995-1996        | Monza            | C1               | 32         | -34        | CI-C            | 4               | -3              | -                  | -                  | -                  | -           | -           | -           | 36     | -36    |
| Totale Monza     | Totale Monza     | Totale Monza     | 32         | -34        |                 | 4               | -3              |                    | -                  | -                  |             | -           | -           | 36     | -57    |
| 1996-1997        | Padova           | B                | 17         | -23        | CI              | 0               | 0               | -                  | -                  | -                  | -           | -           | -           | 17     | -23    |
| 1997-1998        | Padova           | B                | 22         | -33        | CI              | 1               | -3              | -                  | -                  | -                  | -           | -           | -           | 23     | -36    |
| 1998-gen. 1999   | Padova           | C1               | 18         | -19        | CI+CI-C         | 3+?             | -4 + ?          | -                  | -                  | -                  | -           | -           | -           | 21+    | -23+   |
| Totale Padova    | Totale Padova    | Totale Padova    | 57         | -75        |                 | 4+              | -7+             |                    | -                  | -                  |             | -           | -           | 61+    | -82+   |
| gen.-giu. 1999   | Pescara          | B                | 3          | -3         | CI              | 0               | 0               | -                  | -                  | -                  | -           | -           | -           | 3      | -3     |
| 1999-2000        | Brescia          | B                | 11         | -13        | CI              | 1               | -4              | -                  | -                  | -                  | -           | -           | -           | 12     | -17    |
| 2000-2001        | Brescia          | A                | 9          | -15        | CI              | 6               | -10             | -                  | -                  | -                  | -           | -           | -           | 15     | -25    |
| 2001-2002        | Brescia          | A                | 34         | -51        | CI              | 3               | -1              | Int.               | 4                  | -4                 | -           | -           | -           | 41     | -56    |
| 2002-gen. 2003   | Reggina          | A                | 14         | -25        | CI              | 3               | 0               | -                  | -                  | -                  | -           | -           | -           | 17     | -25    |
| gen.-giu. 2003   | Catania          | B                | 18         | -26        | CI              | 0               | 0               | -                  | -                  | -                  | -           | -           | -           | 18     | -26    |
| 2003-2004        | Brescia          | A                | 14         | -29        | CI              | 0               | 0               | Int.               | 1                  | -2                 | -           | -           | -           | 15     | -31    |
| 2004-2005        | Brescia          | A                | 38         | -54        | CI              | 0               | 0               | -                  | -                  | -                  | -           | -           | -           | 38     | -54    |
| Totale Brescia   | Totale Brescia   | Totale Brescia   | 106        | -162       |                 | 10              | -15             |                    | 5                  | -6                 |             | -           | -           | 121    | -183   |
| 2005-2006        | Sampdoria        | A                | 3          | -5         | CI              | 4               | -5              | CU                 | 4                  | -3                 | -           | -           | -           | 11     | -13    |
| 2006-2007        | Sampdoria        | A                | 26         | -34        | CI              | 7               | -5              | -                  | -                  | -                  | -           | -           | -           | 33     | -39    |
| 2007-2008        | Sampdoria        | A                | 26         | -31        | CI              | 0               | 0               | Int.+CU            | 2+3                | 0 + -2             | -           | -           | -           | 31     | -33    |
| 2008-2009        | Sampdoria        | A                | 27         | -36        | CI              | 3               | -2              | CU                 | 6                  | -7                 | -           | -           | -           | 36     | -45    |
| 2009-2010        | Sampdoria        | A                | 19         | -26        | CI              | 1               | -2              | -                  | -                  | -                  | -           | -           | -           | 20     | -28    |
| Totale Sampdoria | Totale Sampdoria | Totale Sampdoria | 101        | -132       |                 | 15              | -14             |                    | 15                 | -12                |             | -           | -           | 131    | -158   |
| 2010-2011        | Inter            | A                | 15         | -21        | CI              | 2               | -2              | UCL                | 3                  | -3                 | SI+SU+Cmc   | 0           | 0           | 20     | -26    |
| 2011-2012        | Inter            | A                | 7          | -12        | CI              | 2               | -3              | UCL                | 2                  | -3                 | SI          | 0           | 0           | 11     | -18    |
| 2012-2013        | Inter            | A                | 2          | -3         | CI              | 1               | 0               | UEL                | 2                  | 0                  | -           | -           | -           | 5      | -3     |
| 2013-2014        | Inter            | A                | 0          | 0          | CI              | 0               | 0               | -                  | -                  | -                  | -           | -           | -           | 0      | 0      |
| Totale Inter     | Totale Inter     | Totale Inter     | 24         | -36        |                 | 5               | -5              |                    | 7                  | -6                 |             | -           | -           | 36     | -47    |
| 2014-2015        | Torino           | A                | 0          | 0          | CI              | 1               | -1              | UEL                | 0                  | 0                  | -           | -           | -           | 1      | -1     |
| 2015-2016        | Torino           | A                | 0          | 0          | CI              | 0               | 0               | -                  | -                  | -                  | -           | -           | -           | 0      | 0      |
| Totale Torino    | Totale Torino    | Totale Torino    | 0          | 0          |                 | 1               | -1              |                    | 0                  | 0                  |             | -           | -           | 1      | -1     |
| Totale carriera  | Totale carriera  | Totale carriera  | 373        | -514       |                 | 47+             | -50+            |                    | 27                 | -24                |             | 0           | 0           | 447+   | -588+  |

## Palmarès

### Club

#### Competizioni nazionali
- Coppa Italia Serie C: 1

Varese: 1994-1995
- Coppa Italia: 1

Inter: 2010-2011
- Supercoppa italiana: 1

Inter: 2010

#### Competizioni internazionali
- Coppa del mondo per club: 1

Inter: 2010